# 奉浦街道
奉浦街道是中华人民共和国上海市奉贤区下辖的一个街道办事处。
2016年7月26日，上海市人民政府批复同意设立奉浦街道办事处。行政区域范围东至S4沪金高速公路；南至浦南运河；西边界沿横泾港向北，至淀港转沪杭公路，至程普路转环城西路，再沿奉浦大道至竹港以北；北至西渡街道发展村和金港村村界。南桥镇行政区域范围则作相应调整。奉浦街道办事处驻地为奉浦大道111号。

## 行政区划
奉浦街道下辖以下村级行政区划单位：
奉浦一社区、奉浦二社区、奉浦三社区、第四社区、第五社区、第六社区、第七社区、第九社区、肖塘社区、弯弯社区、天鹅湾社区、秋月社区、君望社区、秦塘社区、汇贤社区、高远社区、幸福里社区、陈湾村、公谊村、韩村、九华村和肖塘村。